# Nymphes et Satyre
Nymphes et Satyre est un tableau réalisé par le peintre français William Bouguereau en 1873. Cette huile sur toile mythologique dans le style académique de l'artiste représente quatre nymphes nues poussant un satyre vers un plan d'eau pour le punir après qu'il les a épiées pendant leur baignade. Elle est conservée au Clark Art Institute à Williamstown, dans l'État américain du Massachusetts.
Elle est présentée pour la première fois au Salon de 1873.